# توماس هود
توماس هود (بالإنجليزية: Thomas Hood)‏ Thomas Hood (1213 - 1261 هـ / 1799 - 1845 م) هو شاعر إنجليزي، عالج في شعره الموضوعات العاطفية والاجتماعية، كما حرر عدة مجلات أدبية. عانى من المرض والفقر طيلة حياته، ولم يفقد تفاؤله ومثابرته على العمل. من أشهر قصائده الهازلة والساخرة « حلم يوجين آرام» و«مس كلمانسج وساقها النفيس»، و«جسر التنهدات»، و«أغنية القميص»، و«شجر الصفصاف»، وغيرها من القصائد.

## روابط خارجية
- توماس هود على موقع الموسوعة البريطانية (الإنجليزية)
- توماس هود على موقع ميوزك برينز (الإنجليزية)
- توماس هود على موقع إن إن دي بي (الإنجليزية)